# Stenhelia gibba
Stenhelia gibba är en kräftdjursart som beskrevs av Boeck 1865. Enligt Catalogue of Life ingår Stenhelia gibba i släktet Stenhelia och familjen Diosaccidae, men enligt Dyntaxa är tillhörigheten istället släktet Stenhelia och familjen Miraciidae. Arten är reproducerande i Sverige. Inga underarter finns listade i Catalogue of Life.